# Rafael Castillo Lazón
Pour les articles homonymes, voir Castillo.
Rafael Castillo Lazón, né le 26 septembre 1960 à Lima, est un entraîneur péruvien de football.

## Biographie
Fils de Rafael Castillo Huapaya (es), joueur et entraîneur de l'Alianza Lima, Rafael "Rafo" Castillo Lazón commence sa carrière dès 1989 lorsqu'il entraîne le Coronel Bolognesi, avant de réapparaître en 2000 à la tête de l'Alianza Atlético de Sullana. Il se voit confier entretemps les rênes de l'équipe du Pérou U20 lors du Sudamericano Sub-20 en 1997 au Chili. 
Passé par différents clubs de l'élite péruvienne dans les années 2000, c'est en 2e division qu'il atteint la consécration avec le José Gálvez FBC en remportant à la fois le tournoi de D2 de 2011, suivi du Torneo Intermedio cette même année. Les succès continuent au rendez-vous l'année suivante, cette fois-ci au sein de l'UTC de Cajamarca, en remportant la Copa Perú, ce qui permet à ce dernier club de remonter en 1re division. Il dirigera deux fois l'UTC en D1 entre 2013 et 2016.
En 2020, il entraîne l'Atlético Grau, club promu au sein de l'élite. Après quelques brèves expériences en D2 (Carlos Stein et Alfonso Ugarte), il revient en 1re division à la tête du Deportivo Municipal en 2023.

## Palmarès d'entraîneur
| José Gálvez FBC - Championnat du Pérou D2 (1) : - Champion : 2011. - Torneo Intermedio (1) : - Vainqueur : 2011. |  | UTC - Copa Perú (1) : - Vainqueur : 2012. |